# Kanton Villedieu-les-Poêles-Rouffigny
Der Kanton Villedieu-les-Poêles-Rouffigny (früher Villedieu-les-Poêles) ist seit 1790 ein französischer Wahlkreis in den Arrondissements Avranches und Saint-Lô, im Département Manche und in der Region Normandie; sein Hauptort ist Villedieu-les-Poêles-Rouffigny.
Der Kanton ist 293,93 km² groß und hat (2022) 15.676 Einwohner, was einer Bevölkerungsdichte von 53 Einwohnern pro km² entspricht. 

## Gemeinden
Der Kanton besteht aus 27 Gemeinden mit insgesamt 15.676 Einwohnern (Stand: 1. Januar 2022) auf einer Gesamtfläche von 293,93 km²:
| Gemeinde                              | Einwohner 1. Januar 2022 | Fläche km² | Dichte Einw./km² | Code INSEE | Postleitzahl | Arrondissement |
| ------------------------------------- | ------------------------ | ---------- | ---------------- | ---------- | ------------ | -------------- |
| Beslon                                | 550                      | 17,24      | 32               | 50048      | 50800        | Saint-Lô       |
| Boisyvon                              | 100                      | 3,85       | 26               | 50062      | 50800        | Avranches      |
| Bourguenolles                         | 343                      | 7,65       | 45               | 50069      | 50800        | Saint-Lô       |
| Champrepus                            | 322                      | 9,12       | 35               | 50118      | 50800        | Saint-Lô       |
| Chérencé-le-Héron                     | 438                      | 9,54       | 46               | 50130      | 50800        | Saint-Lô       |
| Coulouvray-Boisbenâtre                | 529                      | 17,25      | 31               | 50144      | 50670        | Avranches      |
| Fleury                                | 1.085                    | 12,60      | 86               | 50185      | 50800        | Saint-Lô       |
| La Bloutière                          | 430                      | 9,31       | 46               | 50060      | 50800        | Saint-Lô       |
| La Chapelle-Cécelin                   | 244                      | 5,22       | 47               | 50121      | 50800        | Avranches      |
| La Colombe                            | 627                      | 14,37      | 44               | 50137      | 50800        | Saint-Lô       |
| La Haye-Bellefond                     | 67                       | 2,82       | 24               | 50234      | 50410        | Saint-Lô       |
| La Lande-d’Airou                      | 535                      | 15,10      | 35               | 50262      | 50800        | Saint-Lô       |
| La Trinité                            | 401                      | 9,16       | 44               | 50607      | 50800        | Saint-Lô       |
| Le Guislain                           | 139                      | 5,39       | 26               | 50225      | 50410        | Saint-Lô       |
| Le Tanu                               | 421                      | 10,12      | 42               | 50590      | 50320        | Avranches      |
| Margueray                             | 117                      | 4,64       | 25               | 50291      | 50410        | Saint-Lô       |
| Maupertuis                            | 147                      | 5,41       | 27               | 50295      | 50410        | Saint-Lô       |
| Montabot                              | 272                      | 11,56      | 24               | 50334      | 50410        | Saint-Lô       |
| Montbray                              | 325                      | 14,04      | 23               | 50338      | 50410        | Saint-Lô       |
| Morigny                               | 70                       | 4,35       | 16               | 50357      | 50410        | Saint-Lô       |
| Percy-en-Normandie                    | 2.628                    | 48,32      | 54               | 50393      | 50410        | Saint-Lô       |
| Saint-Martin-le-Bouillant             | 312                      | 12,37      | 25               | 50518      | 50800        | Avranches      |
| Saint-Maur-des-Bois                   | 157                      | 4,97       | 32               | 50521      | 50800        | Avranches      |
| Saint-Pois                            | 462                      | 7,78       | 59               | 50542      | 50670        | Avranches      |
| Sainte-Cécile                         | 785                      | 11,29      | 70               | 50453      | 50800        | Saint-Lô       |
| Villebaudon                           | 325                      | 5,69       | 57               | 50637      | 50410        | Saint-Lô       |
| Villedieu-les-Poêles-Rouffigny        | 3.845                    | 14,77      | 260              | 50639      | 50800        | Saint-Lô       |
| Kanton Villedieu-les-Poêles-Rouffigny | 15.676                   | 293,93     | 53               | 5027       | –            | –              |

Bis zur Neuordnung bestand der Kanton Villedieu-les-Poêles-Rouffigny aus den 10 Gemeinden La Bloutière, Bourguenolles, Champrepus, Chérencé-le-Héron, Fleury, La Lande-d’Airou, Rouffigny, Sainte-Cécile, La Trinité und Villedieu-les-Poêles. Sein Zuschnitt entsprach einer Fläche von 99 km2.

## Veränderungen im Gemeindebestand seit der landesweiten Neuordnung der Kantone
2016:
- Fusion Le Chefresne und Percy → Percy-en-Normandie
- Fusion Rouffigny und Villedieu-les-Poêles → Villedieu-les-Poêles-Rouffigny

## Bevölkerungsentwicklung
| 1962  | 1968  | 1975  | 1982  | 1990  | 1999  | 2006  |
| ----- | ----- | ----- | ----- | ----- | ----- | ----- |
| 8 029 | 7 994 | 7 980 | 8 278 | 8 155 | 7 993 | 8 031 |